# Kaukasisch sneeuwklokje
Het Kaukasisch sneeuwklokje (Galanthus caucasicus, synoniem: Galanthus alpinus var. alpinus) is een bolgewas dat behoort tot de narcisfamilie (Amaryllidaceae). Deze geofyt heeft als overlevingsorgaan een bol. Van nature komt de plant voor in de Kaukasus, in de Zuidelijke Kaukasus, in Noordoost-Turkije en daar in bladverliezende loofbossen, bosranden, open plekken in het bos en rivierdalen.
Het Kaukasisch sneeuwklokje bloeit vanaf december tot het vroege voorjaar.
De bol vormt één peervormige, hangende bloem. De drie smalle buitenste tepalen staan naar buiten, terwijl de drie veel kortere, binnenste tepalen in het midden dicht bij elkaar staan. Op de binnenste tepalen zit een lichtgroene, hoefijzervormige vlek en aan de binnenkant lichtgroene lengtestrepen. De 2,5 - 20 (28) lange en 0,6 - 2,2 (2,5) cm brede bladeren zijn grijsgroen tot glanzend grijsgroen.
De plant vormt galantamine, dat gebruikt wordt als een geneesmiddel voor de behandeling van de lichte tot matig ernstige stadia van de ziekte van Alzheimer.